# Джамалабад-е-Кусе
Джамалабад-е-Кусе (перс. جمال اباد كوسه) — село в Ірані, у дегестані Калаштар, у Центральному бахші, шагрестані Рудбар остану Ґілян. За даними перепису 2006 року, його населення становило 519 осіб, що проживали у складі 135 сімей.

## Клімат
Середня річна температура становить 18,08 °C, середня максимальна – 36,08 °C, а середня мінімальна – -2,78 °C. Середня річна кількість опадів – 551 мм.
| Клімат поселення                              | Клімат поселення | Клімат поселення | Клімат поселення | Клімат поселення | Клімат поселення | Клімат поселення | Клімат поселення | Клімат поселення | Клімат поселення | Клімат поселення | Клімат поселення | Клімат поселення | Клімат поселення |
| Показник                                      | Січ.             | Лют.             | Бер.             | Квіт.            | Трав.            | Черв.            | Лип.             | Серп.            | Вер.             | Жовт.            | Лист.            | Груд.            |                  |
| Середній максимум, °C                         | 14,80            | 15,78            | 19,93            | 26,02            | 31,55            | 36,08            | 35,31            | 34,66            | 30,74            | 24,85            | 17,96            | 13,87            |                  |
| Середня температура, °C                       | 6,00             | 7,01             | 11,15            | 17,22            | 22,77            | 27,29            | 30,00            | 29,35            | 25,43            | 19,54            | 12,67            | 8,57             |                  |
| Середній мінімум, °C                          | −2,78            | −1,78            | 2,36             | 8,44             | 13,98            | 18,51            | 24,68            | 24,03            | 20,10            | 14,24            | 7,36             | 3,25             |                  |
| Норма опадів, мм                              | 60               | 51               | 65               | 52               | 27               | 13               | 11               | 18               | 31               | 56               | 69               | 98               |                  |
| Середньомісячна швидкість вітру, м/с          | 1.80             | 2.36             | 2.95             | 3.00             | 2.90             | 3.00             | 3.16             | 2.91             | 2.50             | 2.33             | 1.84             | 1.79             |                  |
| Середньомісячна сонячна радіація, кДж/м²·день | 7627             | 9873             | 12075            | 16461            | 20949            | 24175            | 24400            | 21438            | 17834            | 12374            | 9329             | 7315             |                  |
| --------------------------------------------- | ---------------- | ---------------- | ---------------- | ---------------- | ---------------- | ---------------- | ---------------- | ---------------- | ---------------- | ---------------- | ---------------- | ---------------- | ---------------- |
| Джерело:                                      |                  |                  |                  |                  |                  |                  |                  |                  |                  |                  |                  |                  |                  |